# Buenos Aires Remixed
Buenos Aires Remixed es un álbum remezclado realizado por la agrupación musical argentina de neotango, Tanghetto. El álbum incluye 12 remezclas de trabajos anteriores de la banda, además de dos canciones versionadas grabadas especialmente para el álbum: el clásico de Depeche Mode, Enjoy the Silence y Blue Monday de la banda británica New Order.

## Lista de canciones
1. Alexanderplatz Tango (Andina mix) [4:53] Performed by Tanghetto & ADN Proyecto Andino. Original version released on Emigrante (electrotango) album.
2. Incognito (Tanghetto mix) [4:44] Performed by B.A. Jam & Tanghetto. Remixed by Tanghetto. Original version released on Tangophobia Vol. 1 album.
3. Enjoy the Silence [5:23] Originally performed by Depeche Mode. Written by Martin Gore.
4. Vida Moderna en 2/4 (neo clubber mix) [5:58] Original version released on "Emigrante (electrotango)" album.
5. Blue Monday [4:29] Originally performed by New Order. Written by Stephen Morris, Peter Hook, Bernard Sumner & Gillian Gilbert
6. Aire (Tanghetto mix) [5:00] Performed by NeoShaft & Tanghetto. Remixed by Tanghetto. Original version released on "Tangophobia Vol. I" album.
7. Montevideo (Street Wise Religion radio edit) [4:36] Remixed by Diego Heavy. Original version released on "Emigrante (electrotango)" album.
8. Biorritmo (Disorder Mix) [04:24] Original version released on "Tangophobia Vol. 1" album.
9. Recursos Humanos (Humana Mix) [5:20] Original version released on "Emigrante (electrotango)" album.
10. La Caída (Isabella mix) [4:21] Original version released on "Emigrante (electrotango)" album.
11. El Derrumbe (Insomnia Mix) [4:15] Original version released on "Tangophobia Vol. I" album.
12. Inmigrante (remix) [6:40] Original version released on "Emigrante (electrotango)" album.
13. La Muerte del Prejuicio (Aetherea mix) [6:23] Performed by Hybrid Tango / Tanghetto. Remixed by Tanghetto. Original version released on "Hybrid Tango" album.
14. Montevideo (Mechanica Mix) [4:25] Original version released on "Emigrante (electrotango)" album.

## Intérpretes
- Max Masri: sintetizadores y programación,
- Diego S. Velázquez: guitarra sintetizadores, piano, programación
- Darío Jalfin: piano acústico (en "Enjoy the Silence")
- Hugo Satorre: bandoneón
- Chao Xu: violonchelo y erhu,
- Matías Novelle: batería electrónica y acústica, percusión.